# Gymnochanda filamentosa
Gymnochanda filamentosa is een  straalvinnige vissensoort uit de familie van Aziatische glasbaarzen (Ambassidae). De wetenschappelijke naam van de soort is voor het eerst geldig gepubliceerd in 1955 door Fraser-Brunner.